# 刺毛樱桃
刺毛樱桃（学名：Cerasus setulosa）是蔷薇科樱属的植物，是中国的特有植物。分布于中国大陆的贵州、陕西、四川、甘肃等地，生长于海拔1,300米至2,600米的地区，多生在山坡、山谷林中和灌木丛中，目前尚未由人工引种栽培。

## 别名
刺毛山樱花（经济植物手册）

## 异名
- Prunus setulosa Batal.